# Opisthoxia superamabilis
Opisthoxia superamabilis är en fjärilsart som beskrevs av Charles Oberthür 1916. Opisthoxia superamabilis ingår i släktet Opisthoxia och familjen mätare. Inga underarter finns listade i Catalogue of Life.